# Bucharska Ludowa Republika Radziecka
Bucharska Ludowa Republika Radziecka – istniejące w latach 1920–1924 państwo satelickie Związku Radzieckiego.
2 września 1920 r. Emirat Buchary został zajęty przez Armię Czerwoną, oficjalnie przychodzącą z pomocą bucharskim komunistom, którzy domagali się obalenia emira. Po czterech dniach walk zajęto Bucharę. Emir uciekł do Afganistanu, zaś w państwie władzę przejął rząd ludowy.
8 października 1920 r. proklamowano Bucharską Ludową Republikę Radziecką. W odpowiedzi na to wybuchła antykomunistyczna rewolta. Do 1922 r. domagający się powrotu emira powstańcy zajęli większą część kraju.
19 września 1924 r. nazwę republiki zmieniono na Bucharska Socjalistyczna Republika Radziecka. 27 listopada 1924 r. rząd Bucharskiej SRR podjął decyzję o likwidacji państwa i włączeniu jego obszaru do ZSRR. 17 lutego 1925 r. Bucharska SRR weszła w skład Uzbeckiej SRR.

## Przewodniczący Rady Ludowej Bucharskiej LRR
- Polat Usmon Chodżajew (1920 – 1921)
- Fajzulla Chodżajew (1921 – 1924)

## Przewodniczący Prezydium Bucharskiej LRR
- Mirza Abdulqodir Mansurowicz Muchitdinow (1920 – 1921)
- Polat Usmon Chodżajew (1921 – 1922)
- Muin Jon Aminow (1922)
- Porsa Chodżajew (1922 – 1924)